# Mirów (gromada)
Mirów (alt. Mirów Stary) – dawna gromada, czyli najmniejsza jednostka podziału terytorialnego Polskiej Rzeczypospolitej Ludowej w latach 1954–1972.
Gromady, z gromadzkimi radami narodowymi (GRN) jako organami władzy najniższego stopnia na wsi, funkcjonowały od reformy reorganizującej administrację wiejską przeprowadzonej jesienią 1954 do momentu ich zniesienia z dniem 1 stycznia 1973, tym samym wypierając organizację gminną w latach 1954–1972.
Gromadę Mirów siedzibą GRN w Mirowie utworzono – jako jedną z 8759 gromad na obszarze Polski – w powiecie radomskim w woj. kieleckim, na mocy uchwały nr 13i/54 WRN w Kielcach z dnia 29 września 1954. W skład jednostki weszły obszary dotychczasowych gromad Mirów, Mirów Nowy i Mirówek ze zniesionej gminy Rogów w powiecie radomskim oraz Zbijów ze zniesionej gminy Mirzec w powiecie iłżeckim.
1 października 1954 gromada weszła w skład nowo utworzonego powiatu szydłowieckiego w tymże województwie, gdzie ustalono dla niej 20 członków gromadzkiej rady narodowej.
31 grudnia 1959 do gromady Mirów przyłączono wsie Rogów i Rogów Komorniki ze zniesionej gromady Rogów.
Gromada przetrwała do końca 1972 roku, czyli do kolejnej reformy gminnej. 1 stycznia 1973 w powiecie szydłowieckim utworzono gminę Mirów (właściwie reaktywowano ponieważ gmina Mirów istniała także w latach 1867-1870).